# Velikaja (tributario del Golfo dell'Anadyr')
La Velikaja (anche traslitterata come Velikaya) è un fiume dell'estremo nordest della Russia, il cui bacino interessa il Kraj di Kamčatka e la Čukotka.
Nasce dal versante nordoccidentale dei monti dei Coriacchi, in seguito alla confluenza dei due singoli rami sorgentiferi Kujimveem (Куйимвеем) e Kyl'vygejvaam (Кыльвыгейваам) che scendono dal monte Ledjanaja; scorre quindi con direzione prevalentemente settentrionale o nordorientale, costeggiando la stessa catena montuosa, fino a sfociare nella baia Onemen, il quale si allarga nel liman dell'Anadyr' e poi nel golfo dell'Anadyr' dopo 451 km di corso (556 km considerando il più lungo dei suoi due rami di sorgente, il Kyl'vygejvaam), a brevissima distanza dalla foce del più grande fiume Anadyr'.
Non esistono centri urbani importanti lungo il suo corso, dato che scorre in una delle zone più remote della già poco abitata Siberia; è gelato per buona parte dell'anno (da metà ottobre a fine maggio - primi di giugno).